# HD 7924
HD 7924 è una stella nana di classe K che si trova nella costellazione di Cassiopea, a circa 54,85 anni luce dalla Terra.

## Visibilità
La stella non è visibile a occhio nudo dato che la sua magnitudine apparente è 7,185. Può però essere osservata già con l'ausilio di un binocolo.

## Caratteristiche fisiche
HD 7924 è una nana arancione più piccola, meno massiccia e meno luminosa del Sole, infatti ha un diametro che è pari a circa il 78% di quello solare, una massa pari all'83% di quella solare e una luminosità pari circa al 36,5% di quella solare. Più fredda del Sole, ha una temperatura superficiale di 5075 K. La sua metallicità è pari a circa sette/decimi di quella solare. Presenta una bassa attività cromosferica.
La sua età non è nota con precisione, Bonfanti et al. la stimano in 3,8±1,8 miliardi di anni, quindi forse leggermente più giovane del Sole.

## Sistema planetario
Attorno a HD 7924 orbitano tre super Terre.
Nel 2009, analizzando la velocità radiale della stella, è stato scoperto un primo pianeta extrasolare (HD 7924 b) con massa minima di 8,64 M⊕, che completava un'orbita in 5,39 giorni, ad una distanza media dalla stella di 0,056 UA.
Nel 2015, lo stesso gruppo di ricerca autore della precedente scoperta, ha individuato - con lo stesso metodo - altri due pianeti, leggermente più piccoli e con orbite più ampie. HD 7924 c ha una massa minima di 7,86 M⊕; completa un'orbita in 15,29 giorni, ad una distanza media dalla stella di 0,11 UA. HD 7924 d ha una massa minima di 6,44 M⊕; completa un'orbita in 24,45 giorni, ad una distanza media dalla stella di 0,155 UA. 

### Prospetto
Segue un prospetto dei componenti del sistema planetario di HD 7924, in ordine di distanza dalla stella.
| Pianeta | Tipo        | Massa          | Raggio  | Periodo orb.   | Sem. maggiore | Eccentricità | Scoperta |
| ------- | ----------- | -------------- | ------- | -------------- | ------------- | ------------ | -------- |
| b       | Super Terra | > 8,68±0,52 M⊕ | 1,05 RJ | 5,39792 giorni | 0,05664 UA    | 0,058        | 2009     |
| c       | Super Terra | > 7,86±0,73 M⊕ | -       | 15,299 giorni  | 0,1134 UA     | 0,098        | 2015     |
| d       | Super Terra | > 6,44±0,79 M⊕ | -       | 24,451 giorni  | 0,1551 UA     | 0,21         | 2015     |